# Hartwig Ludwig Anton von Hoym
Hartwig Ludwig Anton von Hoym, seit 1809 Graf von Hoym, (* 20. Juli 1750 in Braunschweig; † 18. Februar 1811 in Breslau) war ein preußischer Geheimer Oberfinanzrat und Präsident der Südpreußischen Kriegs- und Domänenkammer in Warschau.

## Leben
Er gehörte zur braunschweigischen Linie des anhaltischen Adelsgeschlechts von Hoym und war der Sohn von Johann Ernst Friedrich von Hoym und dessen Ehefrau Anna Louise von Hoym geborene von Knigge. Wie viele seiner Familienmitglieder schlug er eine Verwaltungslaufbahn ein und trat in den Dienst des Königs von Preußen, der ihn bis zum Geheimen Oberfinanzrat und Präsidenten der südpreußischen Kriegs- und Domänenkammer in Warschau beförderte.
Als Dank und bleibende Anerkennung für seine geleisteten Verdienste um den preußischen Staat erhob ihn der König von Preußen am 28. April 1809 in Königsberg in den preußischen Grafenstand und vermehrte das bisherige Familienwappen um den Grafenhut. Die Erhebung in den Grafenstand galt auch für alle seine ehelichen Nachkommen.

## Familie
Hartwig Ludwig Anton von Hoym heiratete 1828 in Breslau Wilhelmine Caroline Sophie von Tauentzien (1763–1842) aus dem Haus Balkow in der Neumark. Das Paar hatte zwei Söhne, die Grafen Wilhelm und Ludwig. Wilhelm Graf von Hoym (1790–1849), preußischer Oberst und erster Adjutant von Prinz Carl von Preußen, heiratete 1828 Henriette von Tauentzien (1800–1878) aus dem Haus Balkow in der Neumark.
Hartwig Ludwig Anton Graf von Hoyms jüngerer Sohn Anton Ludwig Heinrich Otto (1794–1875) wurde preußischer Oberstleutnant. Er heiratete in Landsberg am 18. November 1823 Auguste geborene von Münchow (1797–1854) und hinterließ vier Töchter und drei Söhne.